# Tableau synoptique des systèmes d'exploitation
Le tableau ci-dessous compare les caractéristiques générales et techniques des systèmes d'exploitation les plus connus. Pour plus d'informations sur un système, regardez l'article correspondant. Les distributions GNU/Linux ne peuvent être représentées ici à cause de leur nombre ; elles sont regroupées en une entrée (du nom de GNU/Linux) dans le tableau. Voyez la page Comparaison des distributions Linux pour une comparaison détaillée des distributions Linux.

## Caractéristiques
| OS                     | Créateur                    | Première version publique (date)                  | Ancêtre                         | Dernière version stable (version/date)                                                                                            | Prix (en dollars américains) | Licence                                                | Ordinateur cible                                              |
| ---------------------- | --------------------------- | ------------------------------------------------- | ------------------------------- | --- | --- | ------------------------------------------------------ | ------------------------------------------------------------- |
| AIX                    | IBM                         | 1986                                              | System V Release 3              | 5.3 (août 2004) | Fourni avec le matériel | Logiciel propriétaire                                  | Serveur, Station de travail, Ordinateur de réseau             |
| FreeBSD                | Le projet FreeBSD           | Décembre 1993                                     | 386BSD                          | 6.2 (15 janvier 2007) et 5.5 (25 mai 2006)                                                                                        | Gratuit | Licence BSD                                            | Serveur, Station de travail, Ordinateur de réseau             |
| HP-UX                  | Hewlett-Packard (HP)        | 1983                                              | Unix                            | 11.31 "11i v3" (Février 2007) | Contacter HP ou un revendeur | Logiciel propriétaire                                  | Serveur, Station de travail                                   |
| Inferno                | Bell Labs                   | 1997                                              | Plan 9                          | Quatrième édition (20/07/2005) | Gratuit | MIT/GPL/LGPL/LPL                                       | Embarqué, Station de travail, Serveur                         |
| GNU/Linux              | Auteurs multiples           | 17 septembre 1991                                 | Minix                           | Kernel 5.2.1 (28 août 2019) | Gratuit | GNU GPL                                                | Presque tous : Distribution Linux                             |
| Mac OS                 | Apple Computer              | Janvier 1984                                      | Aucun Mac OS X                  | 8.0 26/07/97) 8.5 (17/10/98) 9.2.2 (12 mai 2002)                                                                                  | Fourni avec le matériel. Mises à jour payantes. La version 9.2.2 est fournie avec MacOS X pour PowerPC (Classic) | Logiciel propriétaire                                  | Ordinateur personnel, Station de travail                      |
| Mac OS X               | Apple Computer              | 24 mars 2001                                      | UNIX, MachBSD, NeXTSTEP, Mac OS | 10.4.10 « Tiger » (20/06/2007), 10.5.0 « Leopard » (26/10/2007), 10.6.0 « Snow Leopard » (28/08/2009), 10.7.0 "Lion" (20/07/2011) | Fourni avec le matériel. Mises à jour payantes (129 $, Étudiant 69 $, Familial 5 postes 199 $, Mac OS X Serveur 10 clients 499 $, Mac OS X Serveur illimité 999 $). À partir de la version 10.7 Lion, le prix des mises à jour baisse à 29,00 $ par utilisateur (licence valable pour plusieurs ordinateurs appartenant au même utilisateur). | Logiciel propriétaire, en partie APSL, GPL, et autres. | Ordinateur personnel, Station de Travail, Serveur             |
| OS X                   | Apple Computer              | 25 juillet 2012                                   | Mac OS X                        | 10.8 "Moutain lion" (25/07/12) 10.9 "Maverick"(22/10/2013) 10.10 "Yosemite" (17/10/14) 10.11 "El Capitain" (08/06/15)             | Mise à jour gratuite depuis OS X El Capitain depuis le 8 juin 2015 | Logiciel propriétaire, en partie APSL, GPL, et autres. | Ordinateur personnel, Station de Travail, Serveur             |
| MacOS Sierra           | Apple Computer              | octobre 2016                                      | OS X                            | 10.12 "Sierra" (octobre 2016) | Après 14 ans d'abandon de Mac OS, Apple reprend les versions OS. La version 10.12 est gratuite pour les utilisateurs de mac datant d'au moins 2010 | Logiciel propriétaire, en partie APSL, GPL, et autres. | Ordinateur personnel, Station de Travail, Serveur             |
| NetBSD                 | Le projet NetBSD            | Mai 1993                                          | 386BSD                          | 4.0 (19 décembre 2007) | Gratuit | Licence BSD                                            | Ordinateur de réseau, Embarqué, Ordinateur de Bureau, Serveur |
| NetWare                | Novell                      | 1985                                              | S-Net                           | 6.5 SP4 (Septembre 2005) | 184 $ | Logiciel propriétaire                                  | Serveur                                                       |
| OpenBSD                | Le projet OpenBSD           | Octobre 1995                                      | NetBSD 1.0                      | 4.1 (1er mai 2007) | Gratuit | Licence BSD                                            | Ordinateur de réseau, Serveur, Station de Travail, Embarqué   |
| OpenVMS                | DEC (HP à l'heure actuelle) | Février 1978                                      | RSX-11M                         | 8.2-1 (septembre 2005) | Gratuit pour usage non-commercial | Logiciel propriétaire                                  | Serveur                                                       |
| OS/2                   | IBM / Microsoft             | Décembre 1987                                     | MS-DOS                          | 4.52 (décembre 2001) | 300 $ | Logiciel propriétaire                                  | Serveur, Ordinateur personnel                                 |
| Plan 9                 | Bell Labs                   | 1993                                              | Unix                            | Quatrième édition (2002) | Gratuit | LPL                                                    | Station de Travail, Serveur, Embarqué, HPC                    |
| Solaris                | Sun Microsystems            | Juillet 1992                                      | SunOS                           | 10 (1er février 2005) | Gratuit | CDDL                                                   | Station de Travail, Serveur                                   |
| Windows 2000           | Microsoft                   | 17 février 2000                                   | Windows NT 4.0                  | 5.0 SP4 (23 juin 2003) | Ventes arrêtées en 2005 | Logiciel propriétaire                                  | Ordinateur de bureau, Serveur                                 |
| Windows XP             | Microsoft                   | Octobre 2001                                      | Windows 2000                    | 5.1.2600 SP3 (6 mai 2008) | Familial 199 $, Professionnel 299 $ | Logiciel propriétaire                                  | Ordinateur de bureau                                          |
| Windows Server 2003    | Microsoft                   | Avril 2003                                        | Windows 2000 Server             | 5.2.3959 SP2 (14 mars 2007) | 999 $/5 clients | Logiciel propriétaire                                  | Serveur                                                       |
| Windows Vista          | Microsoft                   | 8 novembre 2006 (pro) et 30 janvier 2007 (public) | Windows XP                      | 6.0.6002 SP2 (26 mai 2009) | selon versions de 259 $ à 499 $ (mise à jour de 129 $ à 299 $) | Logiciel propriétaire                                  | Ordinateur de bureau                                          |
| Windows Server 2008    | Microsoft                   | 27 février 2008                                   | Windows Server 2003             | 6.0.6002 (27 février 2008) | 999 $/5 clients, 3 999 $/25 clients | Logiciel propriétaire                                  | Serveur                                                       |
| Windows 7              | Microsoft                   | 22 octobre 2009                                   | Windows Vista                   | 6.1.7600 (22 octobre 2009) | selon versions de 199,99 € à 319,99 € (mise à jour de 119,99 € à 299,99 €) | Logiciel propriétaire                                  | Ordinateur de bureau                                          |
| Windows Server 2008 R2 | Microsoft                   | 22 octobre 2009                                   | Windows Server 2008             | 6.1.7600 (22 octobre 2009) | 999 $/5 clients, 3 999 $/25 clients | Logiciel propriétaire                                  | Serveur                                                       |
| Windows 8              | Microsoft                   | Octobre 2012                                      | Windows 7                       | 6.3.9600 (18 octobre 2013) | 24,49 € | Logiciel propriétaire                                  | Ordinateur de bureau                                          |
| Windows 10             | Microsoft                   | 29 juillet 2015                                   | Windows 8                       | 10.0.19045.4046 | Gratuit jusqu'au 29 juillet 2016 pour les détenteurs d'une licence Windows 7/8. 135 € TTC pour la version Home et 279 € TTC pour la version Pro. | Logiciel propriétaire                                  | Ordinateur de bureau                                          |
| Haïku OS               | Haiku Inc.                  | 2001                                              | BeOS R5                         | Haïku release alpha 1 | Gratuit | Logiciel libre                                         | Ordinateur personnel, Station multimédia                      |
|                        | Créateur                    | Première version publique (date)                  | Ancêtre                         | Dernière version stable (version/date)                                                                                            | Prix (en dollars américains) | Licence                                                | Ordinateur cible                                              |

## Caractéristiques techniques
| OS                  | Architectures possibles                                                                       | Système de fichiers possible                                                                                   | Type de noyau                 | Environnement graphique intégré        | Paquetages                                | Logiciel de mise à jour                                       | API                                            |
| ------------------- | --------------------------------------------------------------------------------------------- | --- | ----------------------------- | -------------------------------------- | ----------------------------------------- | ------------------------------------------------------------- | ---------------------------------------------- |
| AIX                 | POWER, PowerPC                                                                                | JFS, JFS2, ISO 9660, UDF, NFS, SMBFS, GPFS                                                                     | Micro-noyau                   | Non                                    | installp, RPM                             | Service Update Management Assistant (SUMA)                    | SysV, POSIX                                    |
| FreeBSD             | Intel IA32 (x86), AMD64, PC98, SPARC, autres                                                  | UFS2, ext2, FAT, ISO 9660, UDF, NFS, ZFS, autres                                                               | Monolithique avec des modules | Non                                    | ports tree, packages                      | par source (CVSup), freebsdupdate                             | BSD, POSIX                                     |
| HP-UX               | PA-RISC,IA-64                                                                                 | CFS, HFS, ISO 9660, NFS, SMBFS, UDF, VxFS                                                                      | Monolithique avec des modules | Non                                    | swinstall                                 | ???                                                           | SysV, POSIX                                    |
| GNU/Linux           | Presque toutes                                                                                | Presque tous                                                                                                   | Monolithique avec des modules | Non (sauf avec X Window, très répandu) | Voyez Comparaison des distributions Linux | Voyez Comparaison des distributions Linux                     | POSIX                                          |
| Inferno             | Intel IA32 (x86), Alpha, MIPS, PowerPC, SPARC, autres                                         | Styx/9P2000, kfs, FAT, ISO 9660                                                                                | Monolithique avec des modules | Oui                                    | -                                         | ???                                                           | Propriétaire                                   |
| Mac OS              | PowerPC, 68k                                                                                  | HFS+, HFS, ISO 9660, FAT, UDF                                                                                  | Monolithique avec des modules | Oui                                    | Apple Installer                           | Software Update                                               | Propriétaire, Carbon                           |
| Mac OS X            | PowerPC, Intel IA32 (x86)                                                                     | HFS+ (defaut), UFS, AFP, ISO 9660, FAT, UDF, NFS, SMBFS, NTFS (lecture seulement)                              | Hybride                       | Oui                                    | OS X Installer                            | Software Update                                               | Carbon, Cocoa, BSD/POSIX, X11 (depuis la 10.3) |
| NetBSD              | Intel IA32 (x86), 68k, Alpha, AMD64, PowerPC, SPARC, playstation2, dreamcast (60 plateformes) | UFS, UFS2, ext2, FAT, ISO 9660, NFS, LFS, autres                                                               | Monolithique avec des modules | Non                                    | pkgsrc                                    | par source (CVS, CVSup, rsync) ou binaire (utilisant sysinst) | BSD, POSIX                                     |
| NetWare             | Intel IA32 (x86)                                                                              | NSS, NWFS, FAT, NFS, AFP, UDF, ISO 9660                                                                        | Hybride                       | Non                                    | NWCONFIG.NLM, RPM                         | mise à jour binaire, Red Carpet                               | Propriétaire                                   |
| OpenBSD             | Intel IA32 (x86), 68k, Alpha, AMD64, SPARC, VAX, autres                                       | UFS, ext2, FAT, ISO 9660, NFS, quelques autres                                                                 | Monolithique avec des modules | Non                                    | ports tree, packages                      | apr source                                                    | BSD, POSIX                                     |
| OpenVMS             | VAX, Alpha, IA-64                                                                             | Files-11, ISO 9660, NFS                                                                                        | Monolithique avec des modules | Non                                    | PCSI, VMSINSTAL                           | -                                                             | Unix-like                                      |
| OS/2                | Intel IA32 (x86)                                                                              | HPFS, JFS, FAT, ISO 9660, UDF, NFS                                                                             | Monolithique avec des modules | Oui                                    | Via Install et autres                     | -                                                             | Propriétaire                                   |
| Plan 9              | Intel IA32 (x86), Alpha, MIPS, PowerPC, SPARC, autres                                         | fossil/venti, 9P2000, kfs, ext2, FAT, ISO 9660                                                                 | Monolithique avec des modules | Oui                                    | -                                         | replica                                                       | Unix-like (et optionnellement POSIX)           |
| Solaris             | SPARC, SPARC64, AMD64, Intel IA32 (x86)                                                       | UFS, ZFS, ext2, FAT, ISO 9660, UDF, NFS, quelques autres                                                       | Monolithique avec des modules | Non                                    | SysV packages (pkgadd)                    | Sun Update Connection                                         | SysV, POSIX                                    |
| Windows Server 2003 | Intel IA32 (x86), AMD64, IA-64                                                                | NTFS, FAT, ISO 9660, UDF                                                                                       | Hybride                       | Oui                                    | MSI, installateurs personnalisés          | Windows Update                                                | Win32, Win64                                   |
| Windows XP          | Intel IA32 (x86), AMD64, IA-64                                                                | NTFS, FAT, ISO 9660, UDF                                                                                       | Hybride                       | Oui                                    | MSI, installateurs personnalisés          | Windows Update                                                | Win32, Win64                                   |
| Windows Me          | Intel IA32 (x86)                                                                              | FAT, ISO 9660, UDF                                                                                             | Monolithique avec des modules | Oui                                    | MSI, installateurs personnalisés          | Windows Update                                                | Win32                                          |
| Haïku OS            | Intel IA32 (x86), PowerPC, (AMD64 en développement)                                           | BFS (défaut), FAT, ISO 9660, UDF, HFS, AFP, ext2, CIFS, NTFS (lecture seulement), ReiserFS (lecture seulement) | Hybride                       | Oui                                    | SoftwareValet, Script d'installation      | Aucun                                                         | POSIX, BeOS API                                |
|                     | Architectures possibles                                                                       | Système de fichiers possible                                                                                   | Type de noyau                 | Environnement graphique intégré        | Paquetages                                | Logiciel de mise à jour                                       | API                                            |